# Nationalsozialistische Deutsche Arbeiterpartei
Die Nationalsozialistische Deutsche Arbeiterpartei (NSDAP) war eine in der Weimarer Republik gegründete politische Partei, deren Programm und Ideologie (der Nationalsozialismus) von radikalem Antisemitismus und Nationalismus sowie der Ablehnung von Demokratie und Marxismus bestimmt war. Sie war als straffe Führerpartei organisiert. Ihr Parteivorsitzender war ab 1921 der spätere Reichskanzler Adolf Hitler, unter dem sie das sogenannte Dritte Reich von 1933 bis 1945 als einzige zugelassene Partei beherrschte.
Sie wurde nach dem Ende des Zweiten Weltkriegs durch die Kontrollratsproklamation Nr. 2 vom 20. September 1945 für völlig aufgelöst und illegal erklärt sowie durch das alliierte Kontrollratsgesetz Nr. 2 vom 10. Oktober 1945 mit allen ihren Untergliederungen abgeschafft, als verbrecherische Organisation eingestuft und damit verboten. Ihr Vermögen wurde, wie schon 1923, beschlagnahmt und eingezogen. Das bedeutete in der sowjetischen Besatzungszone – der späteren DDR – das bis zur Deutschen Wiedervereinigung geltende Verbot, ihre Symbole zu besitzen oder zu zeigen, gleich aus welchem Grund.
Seit der Gründung der Bundesrepublik Deutschland 1949 ist dort jede Werbung für sie durch Schriften, Worte oder Kennzeichen verboten, wobei deren privater Besitz nicht eingeschränkt wurde.
Eine der Bundesrepublik gleichartige Regelung war mit dem Verbotsgesetz in Österreich vier Jahre zuvor, 1945, getroffen worden.

## In der Weimarer Republik 1920–1933

### Anfänge und Verbot 1920–1925

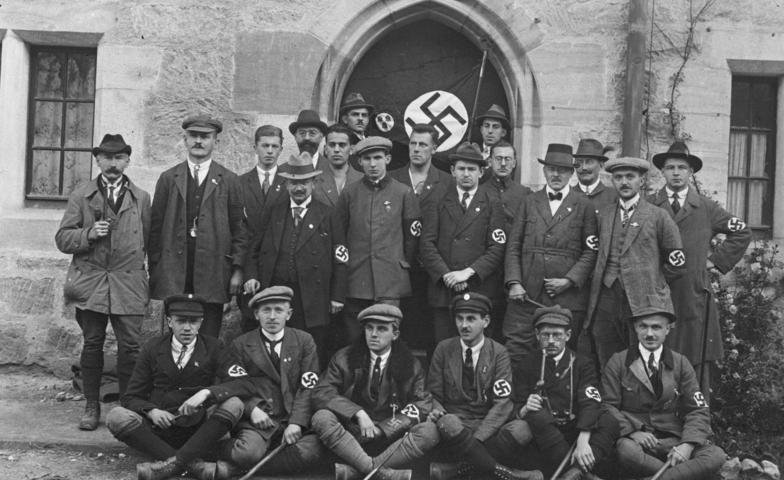
Delegation der NSDAP beim vom Deutschvölkischen Schutz- und Trutzbund organisierten Deutschen Tag in Coburg, Oktober 1922

Am Abend des 24. Februar 1920 erfolgte im Münchner Hofbräuhaus die öffentliche Bekanntgabe der neuen Partei durch Umbenennung der Deutschen Arbeiterpartei (DAP) in Nationalsozialistische Deutsche Arbeiterpartei (NSDAP), wobei die offizielle Ummeldung von DAP in NSDAP bereits am 20. Februar 1920 vollzogen worden war. Das Kürzel „NS“ sollte die Besonderheit der Partei hervorheben und wurde von Adolf Hitler, Dietrich Eckart, Hermann Esser, Ernst Röhm und Gottfried Feder an der Parteiführung vorbei eingeführt. An jenem Abend veröffentlichte die NSDAP ihr Parteiprogramm (25-Punkte-Programm) mit den Hauptpunkten „Aufhebung des Versailler Friedensvertrages“, „Entzug der deutschen Staatsbürgerschaft von Juden“ und „Stärkung der Volksgemeinschaft“.
Kurz zuvor hatte die DAP erste Mitgliedsausweise ausgegeben und eine Mitgliederliste erstellt. Da sie nicht als „unbedeutende Kleinstpartei“ dastehen wollte, begann das offizielle Parteiverzeichnis mit der Nummer 501. Hitler wurde in diesem Verzeichnis mit der Nummer 555 geführt.
Bereits ab 1920 kooperierte die NSDAP mit der Deutschen Nationalsozialistischen Arbeiterpartei (DNSAP) in Österreich und der Tschechoslowakei. Im August 1920 hielten sie ein „zwischenstaatliches Treffen“ in Salzburg ab, anschließend gab es ein „zwischenstaatliches Sekretariat“ mit Sitz in Wien. Im August 1923 wurde sogar ein gemeinsamer, länderübergreifender Parteitag in Salzburg abgehalten, auf dem jedoch Richtungsstreits über die zu verfolgende politische Strategie und Methoden eskalierten.
1922 ergingen eine Reihe von NSDAP-Verboten in mehreren deutschen Ländern: In Baden am 4. Juli und in Thüringen am 15. Juli. Auf Grundlage des Republikschutzgesetzes vom 21. Juli 1922 folgten Verbote in Braunschweig (13. September), Hamburg (18. Oktober), Preußen (11. November) und Mecklenburg-Schwerin (30. November). Der Vollzug der Verbote war von unterschiedlicher Schärfe. In Preußen führte das NSDAP-Verbot auch zum Verbot der dortigen NSDAP-Tarnorganisation Großdeutsche Arbeiterpartei, die ursprünglich als erste norddeutsche NSDAP-Ortsgruppe gegründet werden sollte.
Bis 1923 konnte die NSDAP vor allem in Bayern größeren Anhang gewinnen und nahm die durch Ruhrkampf und Inflation desolate Lage im Deutschen Reich zum Anlass für den Hitlerputsch, der am 9. November 1923 kläglich scheiterte.
Am selben Tag übertrug Reichspräsident Friedrich Ebert auf Grundlage von Artikel 48 der Weimarer Reichsverfassung die vollziehende Gewalt an den Chef der Heeresleitung Hans von Seeckt. Dieser erließ am 23. November 1923 ein reichsweites Verbot gegen die NSDAP, das bis zum 27. Februar 1925 gelten sollte. Das gesamte Parteivermögen wurde konfisziert, die Geschäftsstelle in München geschlossen, die Parteizeitung Völkischer Beobachter verboten. Ebenfalls verboten wurden die Deutschvölkische Freiheitspartei (DVFP), deren Vorsitzender Erich Ludendorff beim Putsch eine zentrale Rolle gespielt hatte, und die Kommunistische Partei Deutschlands, deren Hamburger Aufstand wenige Wochen zuvor gescheitert war.
Hitler befand sich ab dem 11. November 1923 in Untersuchungshaft. In einem Prozess vor dem Münchner Volksgericht wurde er am 1. April 1924 wegen Hochverrats zu fünf Jahren Festungshaft verurteilt, von denen er aber nur wenige Monate verbüßen musste. Zuvor hatte er den Chefredakteur des Völkischen Beobachters Alfred Rosenberg beauftragt, für den Zusammenhalt der Nationalsozialisten zu sorgen. Unter dem Pseudonym Rolf Eidhalt (ein Anagramm aus Adolf Hitler) gründete dieser die Großdeutsche Volksgemeinschaft. Es fehlte ihm aber die nötige Autorität, um die Zersplitterung der Bewegung zu verhindern. Von der Parteispitze wurde er bald durch Hermann Esser und Julius Streicher verdrängt. Daneben bildete sich ein „Völkischer Block in Bayern“ unter Alexander Glaser, der ebenfalls um nationalsozialistische Stimmen warb. Andere Nationalsozialisten wie Gottfried Feder, Gregor Strasser und Wilhelm Frick schlossen ein Wahlbündnis mit Ludendorff und seiner eher bürgerlich-nationalistischen DVFP, die nach dem Freispruch ihres Vorsitzenden im Hitlerprozess rasch wieder zugelassen worden war. Unter dem Namen Nationalsozialistische Freiheitspartei traten sie bei den Reichstagswahlen vom 4. Mai 1924 an und erreichten 6,6 Prozent der Stimmen. Hitler befürchtete, dadurch würde aus seiner „Bewegung […] eine rein bürgerliche Konkurrenzpartei“, und lehnte diese Zusammenarbeit entschieden ab. Aus der Haft konnte er auf die Entwicklung aber keinen Einfluss nehmen. Im August 1924 schlossen sich Deutschvölkische und Nationalsozialisten organisatorisch zur „Nationalsozialistischen Freiheitsbewegung Großdeutschlands“ zusammen, die von Ludendorff, Gregor Strasser und Albrecht von Graefe geführt wurde. Die organisatorische Einheit überdeckte nur oberflächlich die heftigen inneren sachlichen und persönlichen Gegensätze, die die neue Partei prägten. Bei den Reichstagswahlen vom 7. Dezember 1924, bei der die republikfeindlichen Kräfte allgemein stark verloren, erlangte sie nur noch 3 Prozent der abgegebenen Stimmen. Eine weitere Splittergruppe bildete sich in Norddeutschland. Die „Nationalsozialistische Arbeitsgemeinschaft“ des Lüneburger Rechtsanwalts Adalbert Volck verstand sich als „reine Hitlerbewegung“ und trat strikt antiparlamentarisch auf.
Nach seiner Entlassung aus der Festungshaft am 20. Dezember 1924 wurde Hitler, obwohl er damals noch österreichischer Staatsbürger war, nicht ausgewiesen, sondern durfte im Deutschen Reich bleiben.

### Reorganisation und Splitterpartei 1925–1930

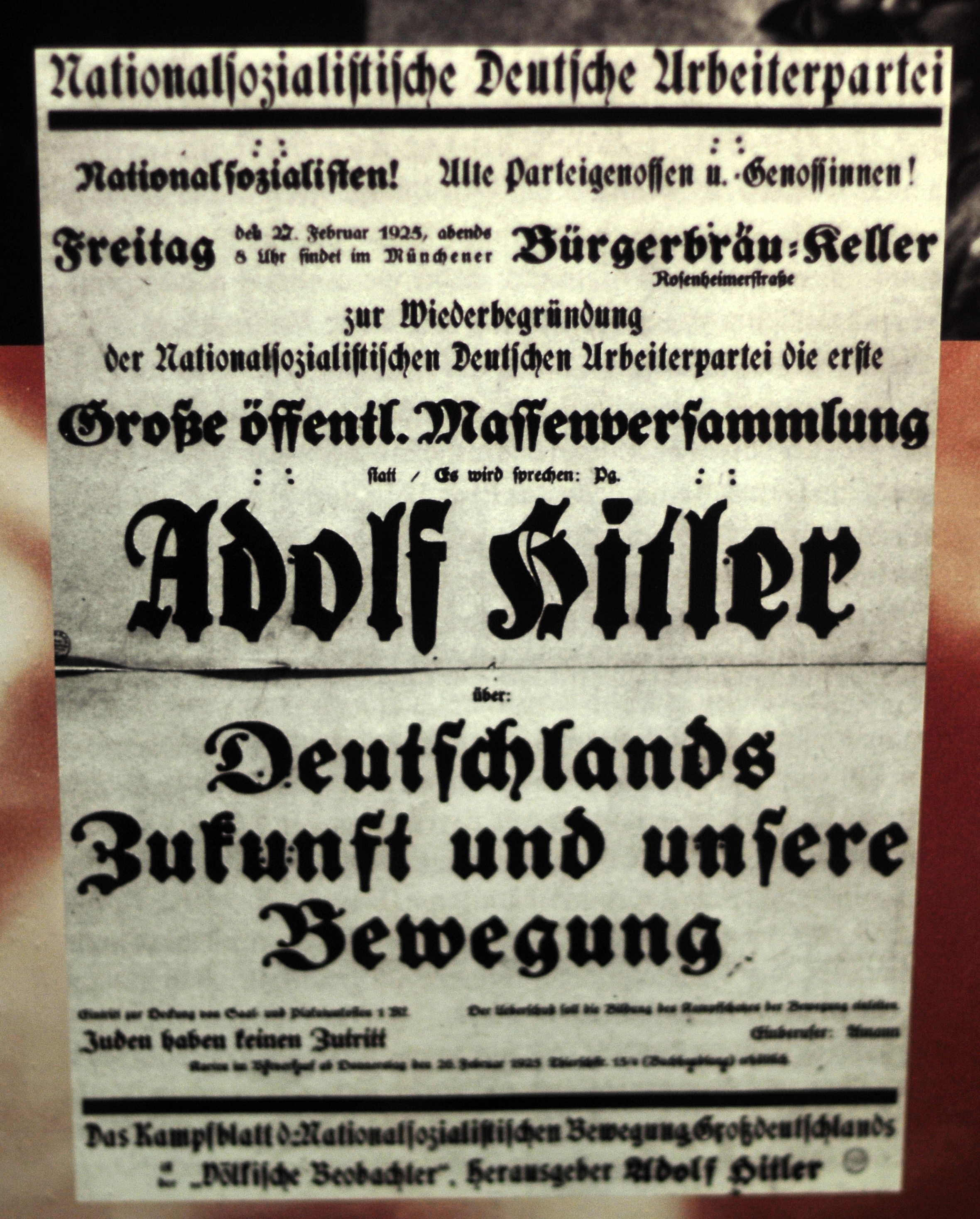
Veranstaltungsplakat zur Wiedergründung der NSDAP, München, Februar 1925

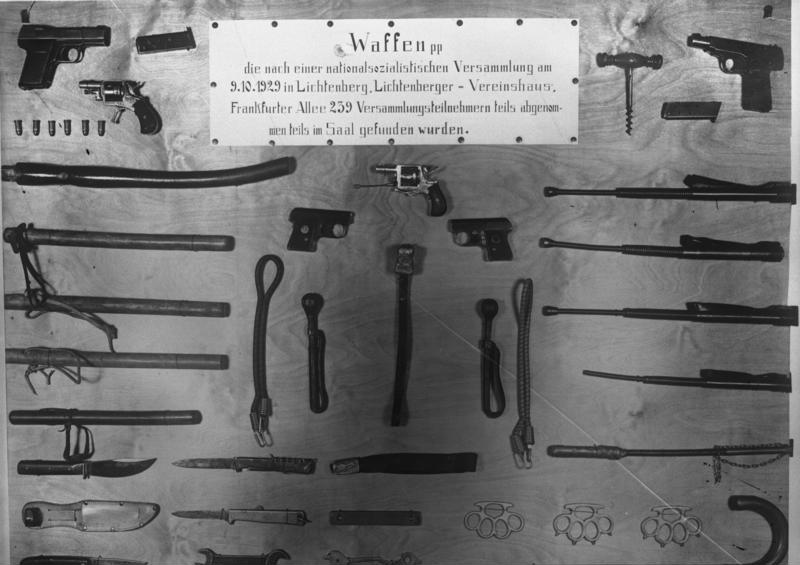
Beschlagnahmte Waffen von NSDAP-Versammlungen am 9. Oktober 1929 in Berlin, in einer Landtagssitzung präsentiert

Im Februar 1925 wurde die NSDAP neu gegründet. Am 26. Mai 1930 kaufte die NSDAP für 805.864 Reichsmark in München das „Braune Haus“, nachdem die Räume in der Schellingstraße 50, wo sich seit 1925 die Parteizentrale befunden hatte, zu klein geworden waren.
Im Juli 1925 erschien der erste Band von Hitlers Buch Mein Kampf; im Dezember 1926 der zweite. Anders als der Titel vermuten lässt, stellt das Buch nicht bloß eine Autobiographie dar, vielmehr überwiegen die programmatischen Aussagen. Für die NSDAP wurden die Ideologeme, die Hitler hier entfaltete, vor allem die nach „Lebensraum im Osten“ und einer „Entfernung der Juden“ verbindlich. Es finden sich auch wütende Angriffe gegen Marxismus und Demokratie.
Hitler löste die NSDAP aus dem Bündnis mit den Völkischen und begann mit der Reorganisation zu einer Führerpartei, die er auf eine strikte Legalitätstaktik festlegte. Entscheidende Schritte dazu wurden auf der Bamberger Führertagung am 14. Februar 1926 gemacht, in der Hitler sich gegen eine Gruppe um Gregor Strasser mit seinen Vorstellungen durchsetzen konnte. Vollendet wurde dies mit dem Beschluss über die Parteisatzung vom 22. Mai 1926, die ganz Hitlers Vorstellungen entsprach.
Nachdem sich die österreichische „Schwesterpartei“ DNSAP mehrmals anhand der Frage, ob man sich Hitler und der deutschen NSDAP unterordnen oder organisatorisch selbstständig bleiben sollte, gespalten hatte, gründete der Wiener Mittelschulprofessor Richard Suchenwirth im Mai 1926 den Nationalsozialistischen Deutschen Arbeiterverein. Er benannte sich bald darauf in NSDAP – Hitlerbewegung um und funktionierte quasi wie ein Landesverband der deutschen NSDAP. Zudem gab es mit dem Vaterländischen Schutzbund auch einen österreichischen Ableger der SA, der von Hermann Reschny geführt wurde. Hitlers Bevollmächtigter an der Spitze der österreichischen NSDAP wurde der pensionierte Oberst Friedrich Jankovic. Bei Wahlen blieb die NSDAP in Österreich unbedeutend: bei der Nationalratswahl 1927 erhielt sie 0,76 %, 1930 waren es 3 %.
Im Deutschen Reich war die NSDAP bis zu den Reichstagswahlen 1928 nur eine von mehreren antisemitischen und völkischen Parteien, zeigte aber spätestens bei der Reichstagswahl ihre herausragende Stellung in diesem Spektrum. 1929 erlangte die Partei durch gemeinsame Agitation mit der DNVP und dem Stahlhelm im Rahmen der Kampagne gegen den Young-Plan reichsweite Aufmerksamkeit.
Die viel gelesenen Zeitungen des deutschnationalen Großverlegers Alfred Hugenberg machten die NSDAP und besonders Adolf Hitler überall im Reich bekannt, obwohl die Kampagne selbst im Dezember 1929 mit nur 15 Prozent Zustimmung scheiterte. Finanziert wurden diese und die folgenden Agitationen und Wahlkämpfe weniger durch Spenden aus der Großindustrie, die vom „Sozialismus“ im Parteinamen abgeschreckt wurde und lieber die DVP und die DNVP unterstützte (einzelne nationalsozialistische Schwerindustrielle wie Fritz Thyssen und Emil Kirdorf waren Ausnahmen). Wichtiger waren Zuwendungen der mittelständischen Industrie, vor allem aber die vergleichsweise hohen Mitgliedsbeiträge (ein Finanzierungsinstrument, das die Nationalsozialisten von der SPD übernommen hatten) sowie die Eintrittsgelder zu Veranstaltungen mit Hitler oder Goebbels, für die zwischen 50 Pfennig und zwei Mark verlangt wurden – der durchschnittliche Monatslohn eines Arbeiters lag bei 180 Mark, ein Student oder ein Arbeitsloser mit Familie musste mit etwa 80 Mark auskommen.
Zwischen 1925 und 1930 stieg die Mitgliederzahl der Partei von 27.000 auf 130.000. Die NSDAP nutzte die Weltwirtschaftskrise und die damit einhergehende Massenverelendung, welche ihr antikapitalistisches, antiliberales und vor allem antisemitisches Programm gegen das „internationale Finanzjudentum“ in der Bevölkerung stützte. Schon 1926 wurde parteiintern der Hitlergruß eingeführt und Hitler als Führer bezeichnet. Nach dem Tod von Horst Wessel im Jahr 1930 wurde zudem das Horst-Wessel-Lied die offizielle Parteihymne der NSDAP.
Nach dem verheerend schlechten Ergebnis bei den Reichstagswahlen 1928, als sich die NSDAP mit 2,6 Prozent der Stimmen begnügen musste, erging die Weisung an alle Parteigliederungen, in ihrer Propaganda den Antisemitismus zurückzuschrauben, der vor allem auf bürgerliche Kreise abschreckend wirkte. Von nun an setzte die NSDAP zentral auf den Straßenterror der SA und andere Themen wie die Außenpolitik, woraufhin ihre Stimmenanteile bei den Landtagswahlen 1929 und 1930 auf über 10 Prozent anstiegen (zum Beispiel in Sachsen mit 14,4 Prozent). Dies lag auch an den nicht durch Wahlen legitimierten Präsidialkabinetten. Besonders Jugendliche und junge Männer traten in die Hitlerjugend und die SA ein. Die nationalsozialistischen Politiker gingen von dem Versuch ab, vor allem die Arbeiterschaft für sich zu gewinnen, was zur Abspaltung eines „linken“ Flügels führte, zu dem unter anderen Otto Strasser gehörte. Die NSDAP erhielt aber immer mehr Unterstützung von Bauern (die Agrarpreise waren ab 1928 zusehends verfallen), Handwerkern und Einzelhändlern (Angst vor der Konkurrenz durch „jüdisch geführte“ Kaufhauskonzerne) sowie aus den Reihen der Studenten- und Beamtenschaft (Furcht vor einer drohenden „Proletarisierung“ des akademischen Bürgertums).
So konnte die NSDAP die Weltwirtschaftskrise, deren Auswirkungen im Deutschen Reich besonders spürbar wurden, zur Gewinnung einer Massenbasis in denjenigen Wählerschichten nutzen, die vorher für die DNVP oder eine der sonstigen nationalen Kleinparteien gestimmt hatten oder enttäuscht von den bürgerlichen Parteien (DVP und DDP) seit Jahren ins Nichtwählerlager gewechselt waren.

### Wahlerfolge ab 1930

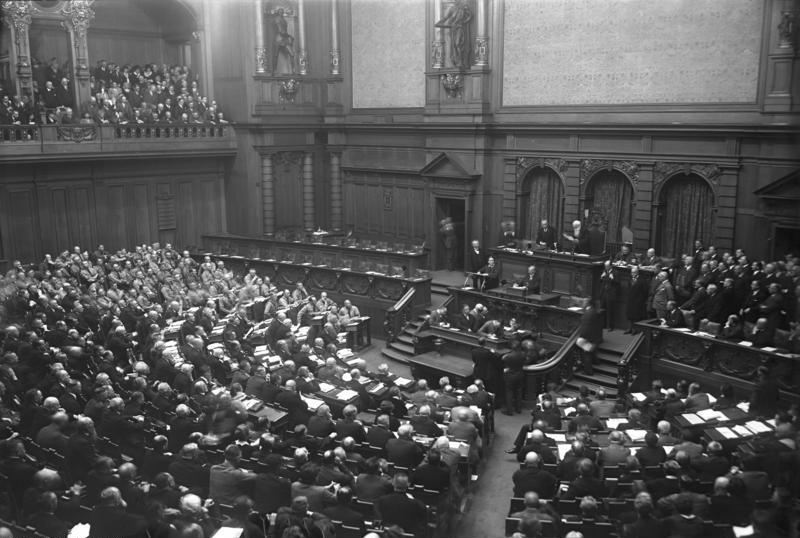
Eröffnung des 5. Reichstags am 13. Oktober 1930. Ganz links im Bild: die NSDAP-Abgeordneten

Wahlergebnisse der NSDAP in der Weimarer Republik (1924–1933)

Die Auflösung des Reichstags durch Reichspräsident Paul von Hindenburg gemäß Artikel 25 der Verfassung kam den Nationalsozialisten daher sehr gelegen. Bei den Reichstagswahlen am 14. September 1930 wurde die NSDAP mit 18,3 Prozent der abgegebenen Stimmen zweitstärkste Partei hinter der SPD. Bereits im Januar 1930 trat die NSDAP in Thüringen („Baum-Frick-Regierung“) und im weiteren Verlauf des Jahres dann in Braunschweig (Kabinett Küchenthal) in Koalitionsregierungen ein. Trotz der Regierungsbeteiligungen wurde sie weiterhin als Opposition gegen das „System“ wahrgenommen. Die Propaganda der NSDAP stellte vor allem außenpolitische und soziale Themen in den Vordergrund. In ihrer Polemik gegen den Versailler Vertrag und namentlich gegen den Young-Plan, die als die Ursache der Verelendung in der Weltwirtschaftskrise hingestellt wurden, fasste sie beide Themen zusammen. Mit antisemitischer Polemik hielt sich die Parteipropaganda nach einer Anweisung von Goebbels aus dem Jahr 1928 deutlich zurück. Dennoch kam es auch in den Aufstiegsjahren der NSDAP wiederholt zu pogromartigen Zwischenfällen, wie den Angriffen auf das Kaufhaus Wertheim am Tag der Reichstagseröffnung 1930 oder dem Kurfürstendamm-Krawall vom 12. September 1931.
Im Dezember 1930 wurde in der Sitzung der Reichsregierung über ein Verbot der NSDAP diskutiert, nachdem eine Denkschrift preußischer Beamter, darunter Robert Kempner, zu dem Ergebnis gekommen war, die NSDAP verfolge eine „Revolution mit gewaltsamen Mitteln [...], deren Ziel über die nationalsozialistische Diktatur die Errichtung des nationalsozialistischen ‚Dritten Reichs‘ ist.“ Reichskanzler Heinrich Brüning lehnte ein solches Parteiverbot jedoch selbst nach Bekanntwerden der Boxheimer Dokumente ab und wollte die NSDAP im Hinblick auf die Auswirkungen des Sozialistengesetzes von 1878 politisch stellen.
Da sie ihren parteipolitischen Apparat organisatorisch stark ausgeweitet hatte, konnte sie für jede soziale Gruppe speziell auf sie zugeschnittene Organisationen und Propaganda anbieten. In „nacktem Populismus“ (Hans-Ulrich Wehler) versprach sie jeder gesellschaftlichen Gruppe, genau ihre Wünsche zu erfüllen: Für die Industriearbeiter etwa gab es die Nationalsozialistische Betriebszellenorganisation und die Hib-Aktion („Hinein in die Betriebe“), für sie gerierte sich die Partei als sozialistisch und organisierte auch Streiks. Für kleinere Ladenbesitzer gab es den Nationalsozialistischen Kampfbund für den gewerblichen Mittelstand, der gegen die den kleinen Spezialgeschäften ökonomisch überlegenen Warenhäuser und Einheitspreisläden kämpfte. Auf dem Lande übernahm die NSDAP die Themen der Landvolkbewegung und konzentrierte sich auf ihre Blut-und-Boden-Ideologie und ihr Ziel, die deutsche Wirtschaft vom Weltmarkt abzukoppeln. Dass die Nationalsozialisten eine Autarkie planten, wurde von Hitler gegenüber den Großindustriellen dagegen bestritten, so etwa in seiner Rede vor dem Düsseldorfer Industrie-Club. Gegenüber dieser Klientel, für die es mit der Arbeitsstelle Dr. Schacht und dem Keppler-Kreis gleich mehrere, konkurrierende Organisationen innerhalb des Parteiapparats NSDAP gab, betonte die Propaganda die Ablehnung von Klassenkämpfen und Demokratie.
Integrierendes Element dieser widersprüchlichen Forderungen waren der radikale Nationalismus der Partei und ihre Volksgemeinschaftsideologie, die man je nach Publikum unterschiedlich auslegen konnte. Zwar gab es sowohl innerhalb der Partei als auch von außen, zum Beispiel von Seiten der Industrie, die wissen wollte, wie es denn nun mit dem „Sozialismus“ des Parteiprogramms bestellt war, immer wieder Ansätze, die NSDAP auf ein konkretes Aktionsprogramm für die Zeit nach einer Machtergreifung festzulegen. Dies wurde von Hitler stets rundweg abgelehnt, der programmatisch stets wolkig blieb und unterhalb der Ebene vager Großforderungen wie der nach einer „Regeneration unseres Volkskörpers“ jede politische Konkretion vermied: „So unveränderlich […] die Gesetze des Lebens selbst sind und damit die unserer Bewegung zugrunde liegende Idee, so ewig fließend ist das Ringen um die Erfüllung“.
Durch ihre breit adressatendifferenzierte Propaganda gelang es der NSDAP, Wähler in allen gesellschaftlichen Gruppen und Schichten zu gewinnen. Zwar erwiesen sich das traditionsbewusst-katholische Milieu und das der organisierten Industriearbeiter als weniger anfällig als die anderen Milieus, doch blieben auch sie nicht immun gegenüber der nationalsozialistischen Verlockung. Überproportional viele Anhänger konnte sie im alten Mittelstand gewinnen, bei den kleinen Gewerbetreibenden, den Ladenbesitzern und Inhabern von Handwerksbetrieben. Aus diesem Befund zieht der Parteienforscher Jürgen W. Falter den Schluss, dass die NSDAP eine „Volkspartei mit Mittelstandsbauch“ war, die die zum Teil diametral divergierenden Werte und Interessen aller Teile der Wahlbevölkerung zu integrieren vermochte.

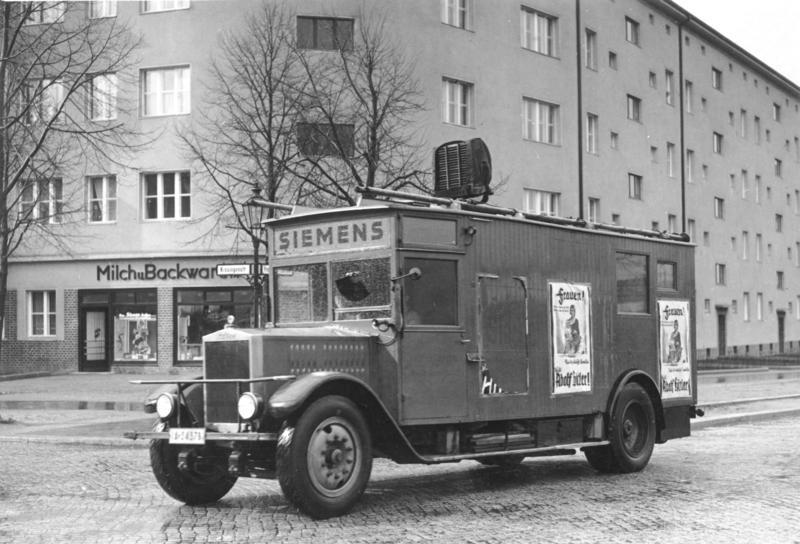
Lautsprecherwagen der NSDAP während des Wahlkampfes zur Reichspräsidentenwahl 1932 im Berliner Bezirk Pankow

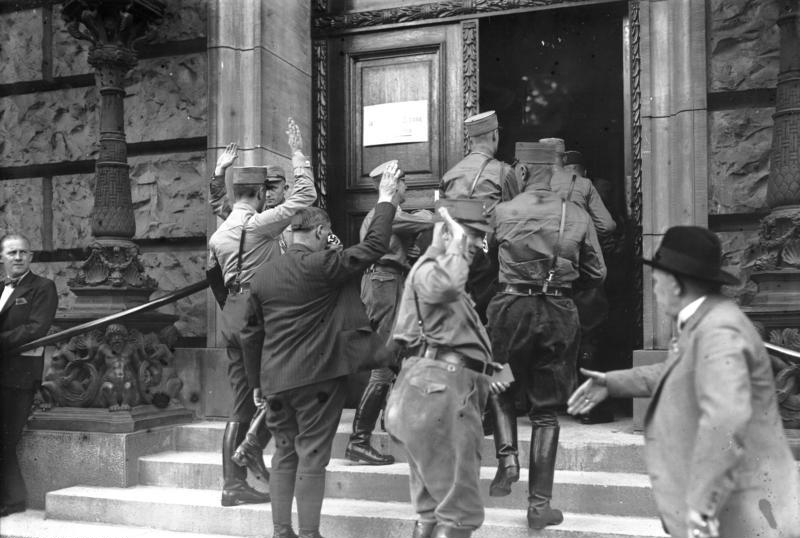
Neugewählte NSDAP-Abgeordnete betreten den Reichstag, 30. August 1932

Im Oktober 1931 taten sich auf Drängen Hitlers und Alfred Hugenbergs die NSDAP und die DNVP mit anderen nationalistischen Verbänden zur Harzburger Front als Gegner der Weimarer Republik zusammen, das Bündnis hielt aber nicht lange: Bereits wenige Monate später bekämpften sie sich im Wahlkampf zur Reichspräsidentenwahl 1932. Dennoch gelang Hindenburg seine Wiederwahl zum Reichspräsidenten erst im zweiten Wahlgang – Hitler kam auf Platz zwei; bei den Landtagswahlen in Preußen, Bayern, Württemberg und anderen Reichsländern erzielte die Partei deutliche Erfolge und wurde bei den Reichstagswahlen am 31. Juli 1932 auch stärkste Partei im Reichstag. Zwar durchlief die Partei 1932 eine schwere Krise, welche in einen deutlichen Rückgang der Stimmen bei der Reichstagswahl am 6. November 1932 mündete: Die NSDAP blieb zwar stärkste Partei, hatte aber über vier Prozentpunkte und zwei Millionen Wähler verloren. Um den weiteren politischen Kurs der Partei nach der aus Sicht der NSDAP enttäuschenden Wahl führte zu einem parteiinternen Machtkampf; der Strasser-Krise. Zudem war die Partei durch die aufwändigen Wahlkämpfe des Jahres 1932 in schwere Finanzprobleme geraten. Reichsschatzmeister Franz Xaver Schwarz musste im Januar 1933 zu verzweifelten Maßnahmen greifen: Parteiangestellte wurden entlassen oder ihr Gehalt wurde gekürzt, Gauen, die mit den abzuführenden Mitgliedsbeiträgen in Rückstand waren, wurde Zwangsverwaltung angedroht. In einem parteioffiziellen Rundschreiben teilte Schwarz mit, „der Bestand der Zentrale“ sei in Gefahr. Die Trendumkehr gelang bei der Landtagswahl in Lippe am 15. Januar 1933: Die Mitgliederstärke der NSDAP erhöhte sich auf rund 850.000. Die Wahlerfolge sind auch auf die erfolgreiche Mobilisierung von Nichtwählern zurückzuführen, welche den bis dahin regierenden Parteien nicht mehr zutrauten, die Weltwirtschaftskrise zu überwinden.
Reichspräsident Hindenburg hegte eine tiefe persönliche Abneigung gegen den „böhmischen Gefreiten“ Hitler, der außerdem nicht bereit war, sich mit weniger als der Reichskanzlerschaft zufriedenzugeben. Gleichwohl dachten sowohl Reichskanzler Heinrich Brüning als auch seine Nachfolger von Papen und von Schleicher jeweils zumindest zeitweise an eine Rechtskoalition von Zentrum, DNVP und NSDAP, um eine Reichsreform ohne Beteiligung der SPD zu Stande zu bringen. Dies scheiterte aber an Hitlers Bestehen auf der Kanzlerschaft; außerdem gelang es nicht, wenigstens Teile der Nationalsozialisten (und der Deutschnationalen) zu dieser Koalition zu bewegen oder zu einer „Querfront“ von Gewerkschaften und linken Nationalsozialisten. Die Versuche zur Einbindung Hitlers hatten als Kehrseite, dass bereits Brüning die NSDAP nicht als umstürzlerische und verfassungsfeindliche Partei anprangerte und dementsprechend bekämpfte.
Anfang 1933 war die „Querfront“-Idee des Kanzlers von Schleicher gescheitert. Dieser befürwortete ein Weiterregieren unter Ausschaltung des Reichstags, der Ende Januar wieder zusammentreten und mit Sicherheit die Regierung stürzen würde. In dieser Situation gelang es Franz von Papen, den Reichspräsidenten zu einer NSDAP-DNVP-Koalition unter einem Kanzler Hitler zu überreden. Von Papen glaubte, Hitler „zähmen“ zu können. Am 30. Januar 1933 führte dies zur formal legalen „Machtübergabe“ (später als „Machtergreifung“ der Nationalsozialisten bezeichnet).

### Wahlergebnisse bei den Reichstagswahlen 1930–1933 nach Wahlkreisen

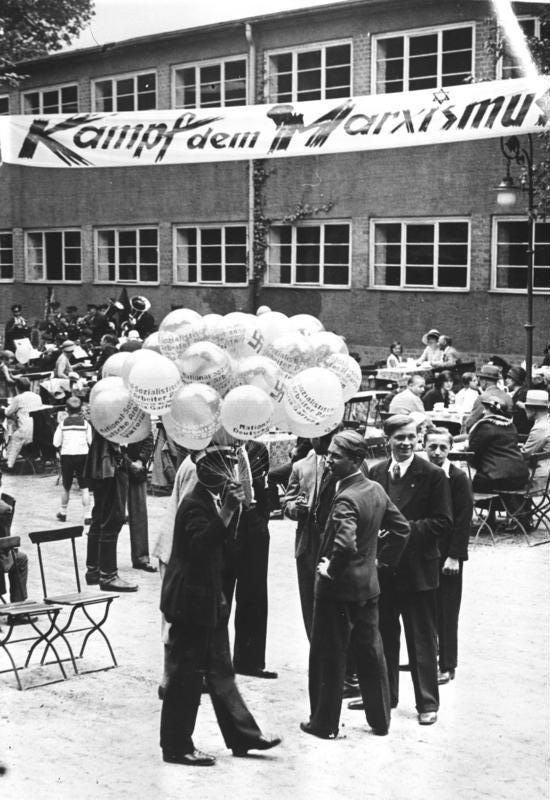
Berlin, Reichstagswahl, Wahlkampf, NSDAP, 1932

| Wahlkreis                | 5. März 1933 | 6. November 1932 | 31. Juli 1932 | 14. September 1930 |
| ------------------------ | ------------ | ---------------- | ------------- | ------------------ |
| Osthannover              | 54,3 %       | 42,9 %           | 49,5 %        | 20,6 %             |
| Südhannover-Braunschweig | 48,7 %       | 40,6 %           | 46,1 %        | 24,3 %             |
| Hamburg                  | 38,9 %       | 27,2 %           | 33,7 %        | 19,2 %             |
| Schleswig-Holstein       | 53,2 %       | 45,7 %           | 51,0 %        | 27,0 %             |
| Weser-Ems                | 41,4 %       | 31,9 %           | 38,4 %        | 20,5 %             |
| Westfalen-Nord           | 34,9 %       | 22,3 %           | 25,7 %        | 12,2 %             |
| Westfalen-Süd            | 33,8 %       | 24,8 %           | 27,2 %        | 13,9 %             |
| Düsseldorf-Ost           | 37,4 %       | 27,0 %           | 31,6 %        | 17,0 %             |
| Düsseldorf-West          | 35,2 %       | 24,2 %           | 27,0 %        | 16,8 %             |
| Köln-Aachen              | 30,1 %       | 17,4 %           | 20,2 %        | 14,5 %             |
| Koblenz-Trier            | 38,4 %       | 26,1 %           | 28,8 %        | 14,9 %             |
| Pfalz                    | 46,5 %       | 42,6 %           | 43,7 %        | 22,8 %             |
| Hessen-Darmstadt         | 47,4 %       | 40,2 %           | 43,1 %        | 18,5 %             |
| Hessen-Nassau            | 49,4 %       | 41,2 %           | 43,6 %        | 20,8 %             |
| Thüringen                | 47,2 %       | 37,1 %           | 43,4 %        | 19,3 %             |
| Franken                  | 45,7 %       | 36,4 %           | 39,9 %        | 20,5 %             |
| Niederbayern             | 39,2 %       | 18,5 %           | 20,4 %        | 12,0 %             |
| Oberbayern-Schwaben      | 40,9 %       | 24,6 %           | 27,1 %        | 16,3 %             |
| Württemberg              | 42,0 %       | 26,2 %           | 30,3 %        | 9,4 %              |
| Baden                    | 45,4 %       | 34,1 %           | 36,9 %        | 19,2 %             |
| Ostpreußen               | 56,5 %       | 39,7 %           | 47,1 %        | 22,5 %             |
| Pommern                  | 56,3 %       | 43,1 %           | 48,0 %        | 24,3 %             |
| Mecklenburg              | 48,0 %       | 37,0 %           | 44,8 %        | 20,1 %             |
| Oppeln                   | 43,2 %       | 26,8 %           | 29,2 %        | 9,5 %              |
| Breslau                  | 50,2 %       | 40,4 %           | 43,5 %        | 24,2 %             |
| Liegnitz                 | 54,0 %       | 42,1 %           | 48,0 %        | 20,9 %             |
| Frankfurt an der Oder    | 55,2 %       | 42,6 %           | 48,1 %        | 22,7 %             |
| Berlin                   | 31,3 %       | 22,5 %           | 24,6 %        | 12,8 %             |
| Potsdam I                | 44,4 %       | 34,1 %           | 38,2 %        | 18,8 %             |
| Potsdam II               | 38,2 %       | 29,1 %           | 33,0 %        | 16,7 %             |
| Leipzig                  | 40,0 %       | 31,0 %           | 36,1 %        | 14,0 %             |
| Dresden-Bautzen          | 43,6 %       | 34,0 %           | 39,3 %        | 16,1 %             |
| Chemnitz-Zwickau         | 50,0 %       | 43,4 %           | 47,0 %        | 23,8 %             |
| Merseburg                | 46,6 %       | 34,5 %           | 42,6 %        | 20,5 %             |
| Magdeburg                | 47,3 %       | 39,0 %           | 43,8 %        | 19,5 %             |
| Deutsches Reich          | 43,9 %       | 33,1 %           | 37,4 %        | 18,3 %             |

## Nach der Machtergreifung 1933

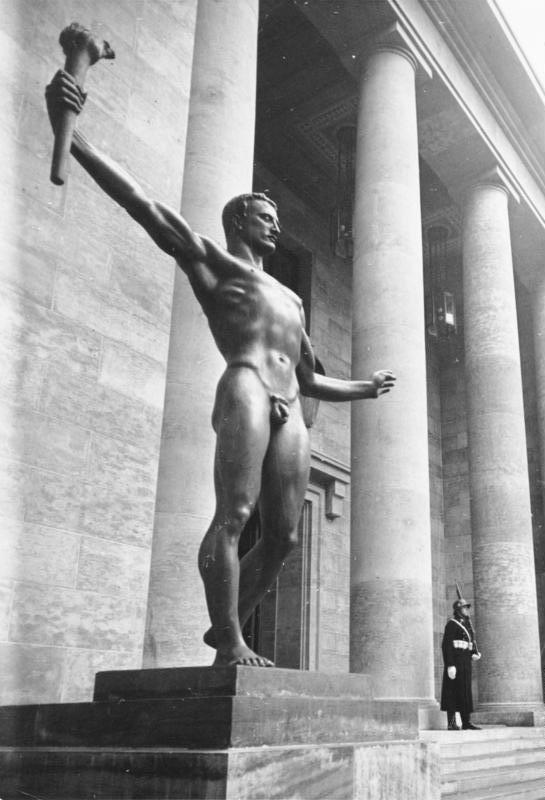
Die Partei. Allegorische Skulptur von Arno Breker, Berlin, Zugang zur Neuen Reichskanzlei

Stimmenanteile der NSDAP bei der Reichstagswahl vom 5. März 1933

### Unterstützung durch Wirtschaft und Industrie
In der Endphase der Weimarer Republik trugen die Großunternehmer nur vereinzelt zur Finanzierung der NSDAP bei. Ausnahmen waren Fritz Thyssen, Albert Vögler, der sich noch im November 1932 an einer Unterschriftenliste bedeutender Unternehmer gegen Hitler beteiligt hatte, oder Emil Kirdorf, der sich aber bereits 1928 wieder der DNVP zuwandte. Im Saargebiet unterstützte Hermann Röchling 1933 die NSDAP. Seit Februar 1933 flossen die Industriespenden reichlich. Sie wurden als Adolf-Hitler-Spende der deutschen Wirtschaft institutionalisiert und nahmen bald den Charakter einer Zwangsabgabe an. Tatsächlich erhielten die Industriellen, wie von ihnen erhofft, durch ihre finanzielle Unterstützung diverse Vorteile. Für die Herstellung der Kriegsfähigkeit der Wirtschaft und der Einsatzfähigkeit der Wehrmacht wurde nicht nur die Rüstungsindustrie stark vorangetrieben. In Konzernen wie I.G. Farben wurden Buna und Benzin synthetisch hergestellt. Von der Massenuniformierung der Gesellschaft profitierte die Bekleidungsindustrie. Andere Branchen litten bald jedoch unter dem Entzug von für die Aufrüstung wichtigen Rohstoffen.

### Parteitage
Bereits seit 1927 veranstaltete die NSDAP ihre als jährlich geplanten Parteitage in Nürnberg. Diese Reichsparteitage waren einprägsam inszeniert in gewaltigen Aufzügen von Parteifunktionären mit anschließenden Treuegelöbnissen sowie abendlichen Fackelzügen und Lichtdomen als symbolische Verschmelzung von Mensch und Naturgewalt. Albert Speers Lichtdom galt als erhabene visuelle Inszenierung des Kollektivs und war die Projektion von 150 Flakscheinwerfern am Himmel. Ausführlich berichteten die Medien über die minutiös geplanten Parteitage. Zusätzlich überhöhten Leni Riefenstahls Reichsparteitagsfilme Der Sieg des Glaubens und Triumph des Willens die Veranstaltungen filmisch. Sie vermittelten den Eindruck der von den Nationalsozialisten proklamierten Volksgemeinschaft und der damit verbundenen Gleichschaltung. Die Wehrmacht nahm 1934 nach dem Tod Paul von Hindenburgs erstmals an einem Parteitag teil und wurde auf Hitler, nicht das Volk, eingeschworen.

### Rolle im NS-Staat
Hitler agierte in den ersten Monaten des Jahres 1933 auf der Grundlage der seiner Regierung, einer Koalition aus NSDAP und DNVP, durch den Reichspräsidenten Paul von Hindenburg übergebenen Macht. Auch in der letzten nach dem Recht der Weimarer Republik abgehaltenen Wahl am 5. März 1933, deren Wahlkampf bereits durch Verbote anderer Parteien und Repressalien der politischen Gegner durch Terror und Propaganda gekennzeichnet war, erhielt die NSDAP mit etwa 44 Prozent nicht die absolute Mehrheit der Stimmen. Die Nationalsozialisten schafften es jedoch mit den Stimmen aller anderen Parteien außer SPD und KPD (siehe Tag von Potsdam), im Reichstag die nötige Zweidrittelmehrheit für die Verabschiedung des Ermächtigungsgesetzes am 24. März zu erlangen, das die Macht unter Ausschaltung des Parlaments auf Hitler übertrug und schließlich auch zum Verbot sämtlicher Parteien außer der NSDAP verwendet wurde.
In Österreich, wo die christlichsoziale Bundesregierung eine sogenannte „Selbstausschaltung des Parlaments“ nutzte, um als Vaterländische Front die Macht zu ergreifen und einen autoritären Ständestaat zu errichten, wurde hingegen im Juni 1933 die erstarkte NSDAP verboten, nachdem zwei Nationalsozialisten einen Handgranatenanschlag verübt hatten. Anschließend unterwanderten NSDAP-Anhänger legale, eigentlich apolitische Organisationen, während andere nach Deutschland gingen, wo österreichische SA-Leute die Österreichische Legion aufstellten. Österreich bürgerte bis zum „Anschluss“ 1938 11.000 sogenannte „Illegale“ aus. Im gleichen Zeitraum starben 169 Menschen bei Terrorwellen der illegalen NSDAP gegen Vertreter des Staats und andere politische Gegner, insbesondere beim gescheiterten Juliputsch 1934, bei dem Nationalsozialisten auch Bundeskanzler Engelbert Dollfuß ermordeten.

Partei-Flagge der NSDAP; von 1933 bis 1945 auch Nationalflagge des Deutschen Reiches (ab 1935 mit nach links versetztem Hakenkreuz)

Im nationalsozialistischen Deutschland bildete sich ein Einparteienstaat, welcher am 1. Dezember 1933 durch das „Gesetz zur Sicherung der Einheit von Partei und Staat“ auch rechtlich verankert wurde. Die NSDAP wurde hiermit zu einer Körperschaft des öffentlichen Rechts mit eigener Gerichtsbarkeit über ihre Mitglieder. Bis zum April zählte die Partei 2,5 Millionen Mitglieder, welche in der Hauptsache aus Beamten und Angestellten bestanden, nachdem die NSDAP wichtige Schlüsselpositionen in Staat, Organisationen, Fabriken und Behörden besetzte. Ab 1933 wurde das 1920 als Parteisymbol eingeführte Hakenkreuz allgegenwärtig im Alltag der Bürger. Im Zuge der auf dem Reichsparteitag 1935 verabschiedeten Nürnberger Gesetze wurde das Symbol zum Hoheitszeichen des Deutschen Reiches.

Der Parteiadler („Hoheitszeichen“, neue Ausführung) steht über einem Hakenkreuz im Eichenblattkranz. Mit umgekehrter Blickrichtung diente er ab 1935 als auch als Staatssymbol (Reichsadler)

In der Zeit des Nationalsozialismus trat die NSDAP kaum noch durch eigene Tätigkeit hervor. Dafür werden in der Forschung verschiedene Ursachen genannt. Der Journalist Heinz Höhne nimmt an, dass sie durch die Aufteilung der eigentlichen Macht gelähmt worden sei: Zwar habe Rudolf Heß am 21. April 1933 mit seiner Ernennung zum Stellvertreter des Führers formal uneingeschränkte Macht über die Partei erhalten, doch habe Hitler „vergessen“, ihm auch ihren Reichsorganisationsleiter Robert Ley zu unterstellen, der das mächtige Korps der Politischen Leiter der NSDAP unter sich gehabt habe. Dies habe zahlreiche Streitereien und Kompetenzrivalitäten zur Folge gehabt, wie sie für die nationalsozialistische Polykratie typisch waren, und so die eigentliche Macht der Partei gelähmt.
Laut dem Historiker Wolfgang Benz war die Position der NSDAP nach der Machtergreifung nur „scheinbar institutionalisiert“. Tatsächlich habe sie „subsidiäre Funktionen bei der Durchsetzung des Führerstaats und beim Machterhalt“ wahrgenommen. Dass die Parteileitung in München blieb und damit räumlich deutlich getrennt von den eigentlichen Machtzentren in der Reichshauptstadt Berlin, sei hierfür symptomatisch.
Der Berliner Historiker Henning Köhler glaubt, die NSDAP sei ausschließlich eine „Agitations- und Wahlmaschine“ gewesen und nur eine einzige ihrer Teilorganisationen habe die Basis tatsächlich auch wirksam erreicht: Die Reichspropagandaleitung unter Goebbels. Von dem Augenblick an, an dem es keine Wahlkämpfe mehr gab, habe die Parteileitung sich auf das Eintreiben von Mitgliedsbeiträgen und auf die Streitschlichtung zwischen ihren Funktionären beschränkt. Eine aktive Rolle etwa bei der Verteilung der zahlreichen Karriereposten, die im Lauf der Gleichschaltung neu zu besetzen waren, habe sie nicht gespielt. Hier habe es vielmehr einen sozialdarwinistischen Kampf der Parteifunktionäre gegeneinander gegeben.
Nach 1933 setzte eine enorme Fluktuation auf den Funktionärsposten ein. Zwischen 1933 und 1935 schieden 40.153 Parteifunktionäre aus, die vor dem 30. Januar 1933 in die NSDAP eingetreten waren. Das entspricht einer Fluktuation von fast 20 Prozent. In dieser Zeit wurden 53,1 Prozent der Kreisleiter- und 43,8 Prozent der Ortsgruppenleiter-Stellen neu besetzt.
Vom 30. Juni bis 2. Juli 1934 wurden im Zuge der angeblichen Niederschlagung des so genannten Röhm-Putschs die SA-Führung einschließlich ihres Stabschefs Ernst Röhm auf Hitlers Befehl ermordet. Tatsächlich hatte es keinerlei Putschvorbereitungen seitens der SA gegeben. Es wurde dadurch vielmehr die absolute Macht Hitlers über die Partei zementiert, die seitdem lediglich ein Instrument seiner persönlichen Herrschaft war.
Nach der gewalttätigen Entmachtung der SA hatte Hitler innerparteilich keine ernsthaften Gegner mehr. Die ihm nun eigene Machtfülle in der nach dem Führerprinzip strukturierten Partei sollte sich bis zum Ende des Zweiten Weltkrieges erhalten.

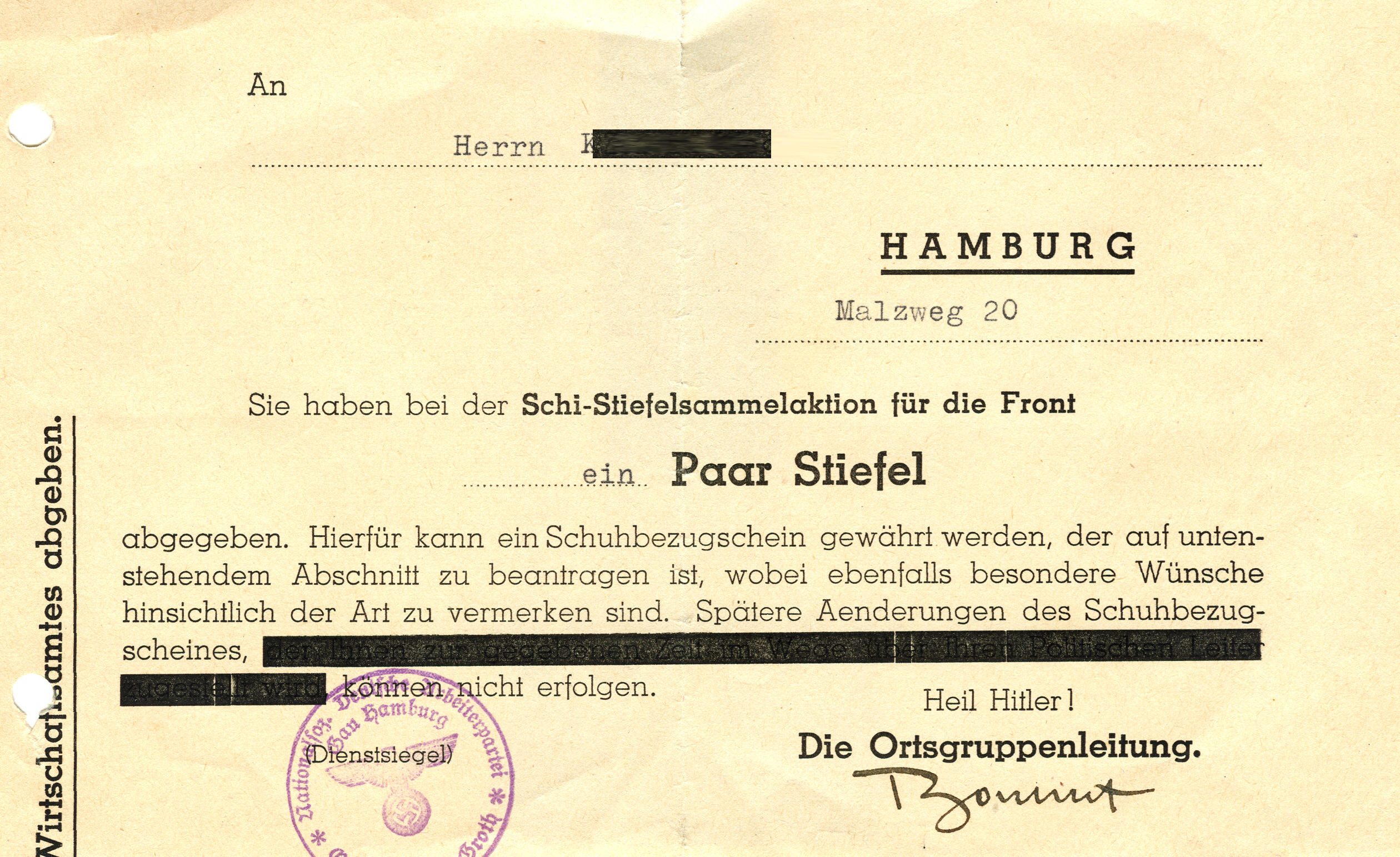
Schi-Stiefelsammlung für die Front, 1943, NSDAP

Die „unlöslich mit dem Staat verbundene“ Partei wurde zur „Trägerin des deutschen Staatsgedankens“ und war zuständig für die „Führerauslese“, also die Besetzung staatlicher Schlüsselpositionen. Während des Zweiten Weltkrieges lag es an der NSDAP, zu entscheiden, wer nun unabkömmlich sei und damit vom aktiven Kriegsdienst an der Front befreit wurde. Diesen Status erhielten in der Regel nur Funktionäre der Partei. Die materielle Bevorzugung der hauptamtlichen „Parteibonzen“ sowie deren häufige Unfähigkeit und Korruption trugen dazu bei, dass das Ansehen der NSDAP in der Gesellschaft schon zu Beginn des Krieges rasch schwand. Die NSDAP war in der Hauptsache beschäftigt mit organisatorischen und verwaltungsmäßigen Aufgaben im Luftschutz und bei der Evakuierung aus Städten, mit Lagern für Zwangsarbeiter, bei Sammelaktionen oder Erntehilfen der Hitlerjugend. Gegen Ende des Krieges sollte sie zusätzlich den Volkssturm aufstellen.

## Parteiverbot 1945

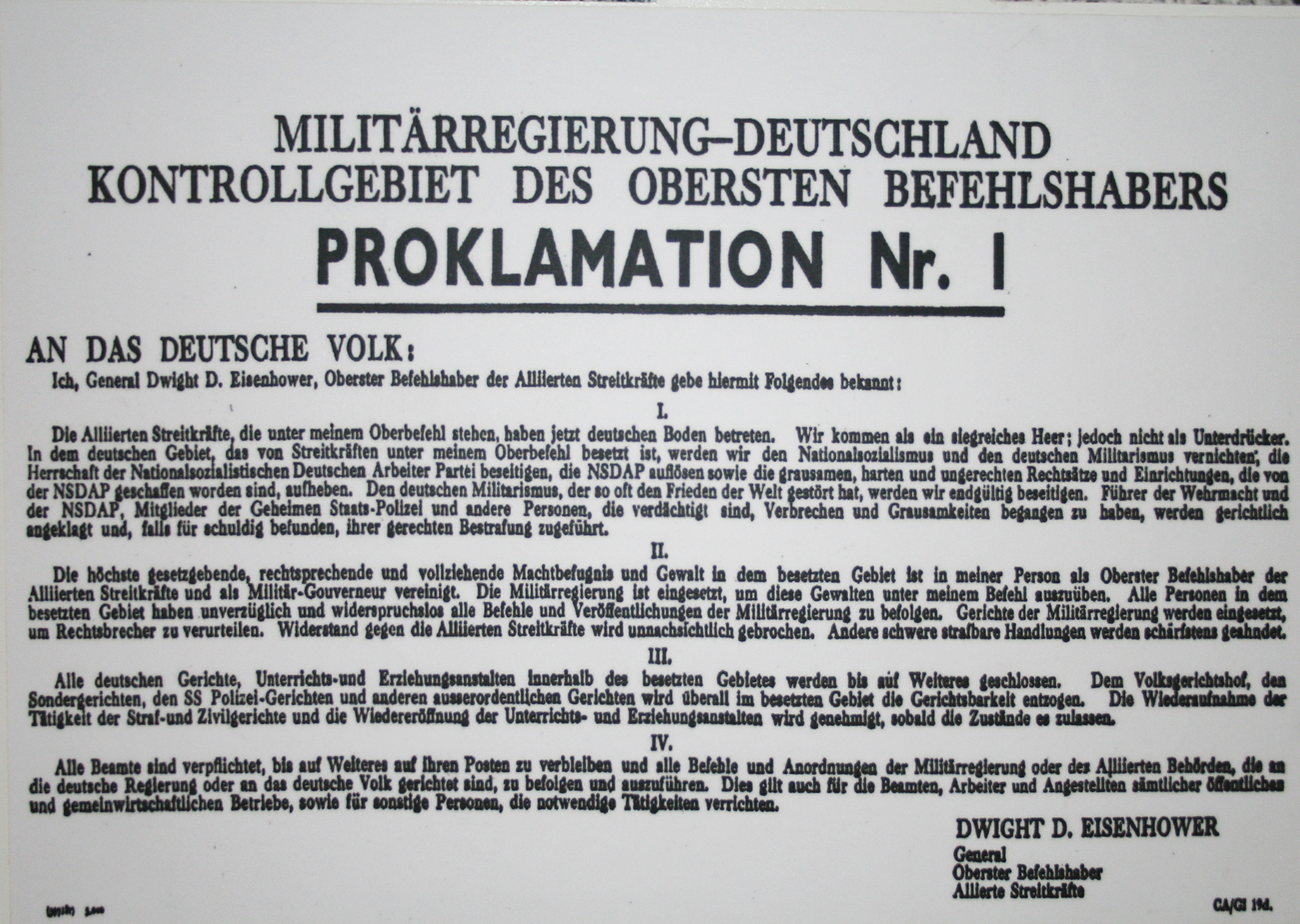
Proklamation Nr. 1 – Zweisprachige Bekanntmachung des Obersten Befehlshabers der alliierten Expeditions-Streitkräfte Dwight D. Eisenhower (deutschsprachiger Teil)

Mit dem Zusammenbruch des NS-Staates stellte die Parteiorganisation ihre Tätigkeit ein. Bereits in seiner Proklamation Nr. 1 als alliierter Oberbefehlshaber SHAEF hatte General Dwight D. Eisenhower im März 1945 die Auflösung der NSDAP in dem von seinen Streitkräften besetzten Gebiet angekündigt. Nach Abschnitt XI Nr. 38 der Kontrollratsproklamation Nr. 2 vom 20. September 1945 wurde die NSDAP für völlig aufgelöst und illegal erklärt. Das Kontrollratsgesetz Nr. 2 des Alliierten Kontrollrates bestimmte am 10. Oktober 1945, dass die NSDAP mit allen Gliederungen und angeschlossenen Verbänden aufgelöst und verboten sei. Ihr Vermögen war zu beschlagnahmen. Das Führerkorps der Partei wurde im Nürnberger Prozess gegen die Hauptkriegsverbrecher 1946 zur „verbrecherischen Organisation“ erklärt. Die NSDAP oder eine Neugründung ist auch in Österreich verboten (Wiederbetätigungsverbot).
1949 wurde die Sozialistische Reichspartei (SRP) gegründet, die oft als Nachfolger der NSDAP bezeichnet und 1952 vom Bundesverfassungsgericht verboten wurde.

## Struktur

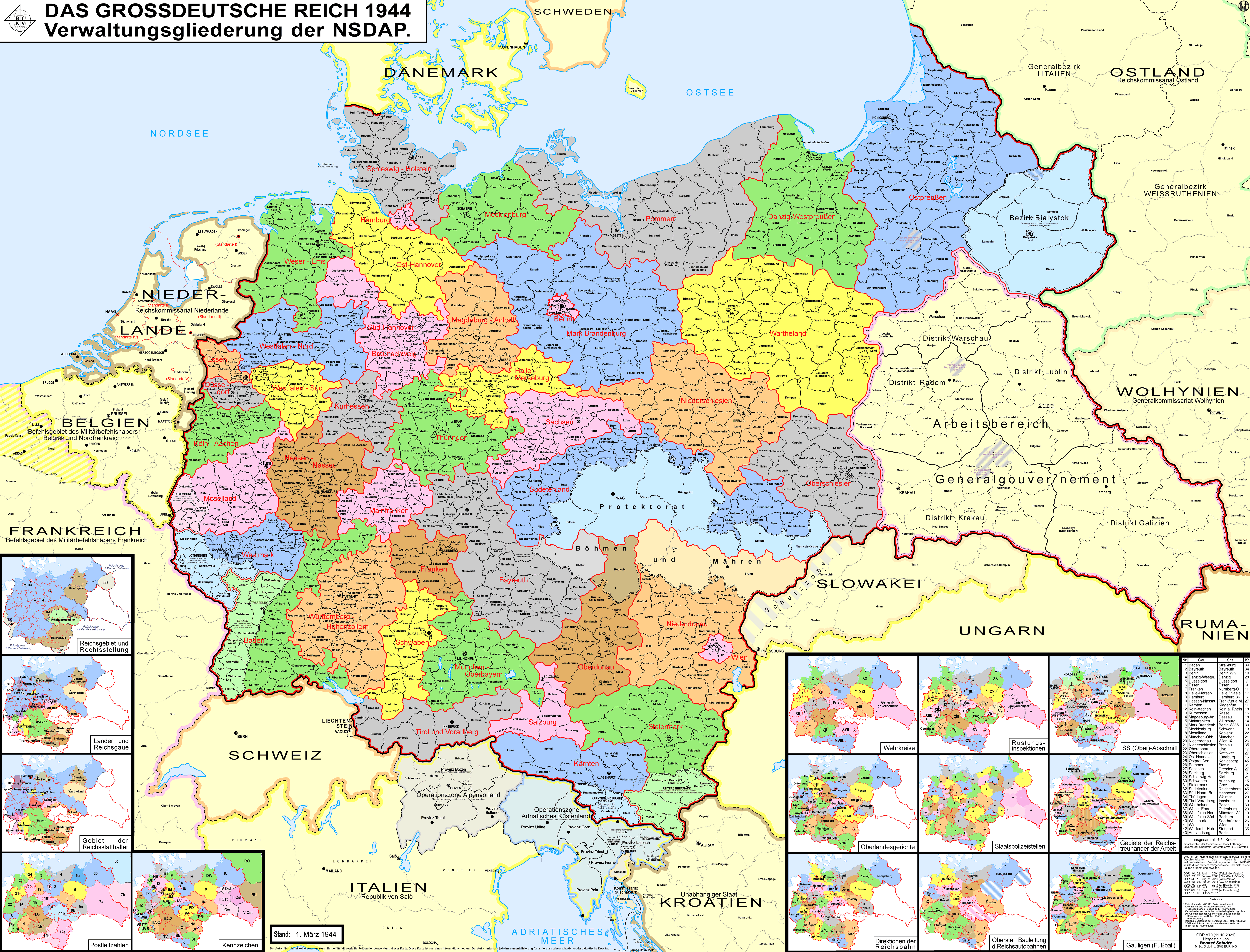
Administrative Gliederung der NSDAP 1944

Die Nationalsozialistische Deutsche Arbeiterpartei war pyramidenartig aufgebaut. An der Spitze stand der Vorsitzende, zu Beginn Karl Harrer und dann Anton Drexler (24. Februar 1920 bis 29. Juli 1921), der danach Ehrenvorsitzender wurde, und anschließend Adolf Hitler (29. Juli 1921 bis 30. April 1945). Er war mit absoluter Macht ausgestattet und hatte die volle Befehlsgewalt. Alle anderen Parteiämter waren seiner Position untergeordnet und mussten sich nach seinen Weisungen richten. Unter dem Vorsitzenden Hitler waren die Reichsleiter in der 1934 errichteten „Kanzlei des Führers“, deren Zahl nach und nach auf 18 erhöht wurde. Im Dritten Reich hatten diese ähnlich große Macht wie Reichsminister, was in der Polykratie des NS-Staates zu von Hitler gewünschten Konkurrenzkämpfen führte.
Der Stab des Stellvertreters des Führers, ein zentrales Führungsorgan der NSDAP, war an allen wesentlichen Entscheidungen im Partei- und im Staatsapparat beteiligt. Die Dienststelle mit Sitz in München unterstand Rudolf Heß, bis sie am 12. Mai 1941 Hitler persönlich unterstellt und unter der neuen Bezeichnung „Parteikanzlei“ vom langjährigen Stabsleiter Martin Bormann weitergeführt wurde.
Die Partei hatte folgende Unterorganisationen, die teilweise ein erhebliches Eigenleben mit ganz eigenen politischen Vorstellungen führten:
- Bund Deutscher Mädel (BDM)
- Hitler-Jugend (HJ)
- Nationalsozialistischer Deutscher Dozentenbund (NSDDB) – (erst ab Juli 1944)
- NS-Deutscher Studentenbund (NSDStB)
- NS-Frauenschaft (NSF)
- Nationalsozialistisches Kraftfahrkorps (NSKK)
- NSDAP/AO – Auslandsorganisation
- Schutzstaffel (Allgemeine SS und Waffen-SS)
- Sturmabteilung (SA)

Einige nur verbundene Organisationen hatten eine eigene Rechtspersönlichkeit und eigenes Vermögen. Sie wurden von der Partei betreut, wie zum Beispiel:
- Reichsbund der Deutschen Beamten
- Deutsche Arbeitsfront (DAF)
- Nationalsozialistischer Deutscher Ärztebund (NSDÄB)
- Nationalsozialistisches Fliegerkorps (NSFK)
- Nationalsozialistischer Rechtswahrerbund (NSRB)
- NS-Kriegsopferversorgung (NSKOV)
- Nationalsozialistischer Lehrerbund (NSLB)
- Nationalsozialistische Volkswohlfahrt (NSV)
- Reichsarbeitsdienst (RAD)

Mit den Organisationen und den angeschlossenen Verbänden konnte die NSDAP die Gesellschaft organisatorisch weitgehend durchdringen und die Bevölkerung sowohl im Beruf als auch in der Freizeit kontrollieren und indoktrinieren. Der Entnazifizierungsfragebogen der Militärregierung, Ausgabe 1946, fragte nach der Mitgliedschaft in 95 Organisationen aus dem Umkreis der NSDAP. Die soziale Kontrolle erfolgte insbesondere durch Block- und Zellenwarte und mittels NSDAP-Ortsgruppen, da sie bei der Beförderung von Beamten, für Anwärter des öffentlichen Diensts oder für Antragsteller bezüglich sozialer Unterstützung und Ausbildungshilfen ein Vetorecht hatten. Letzteres war entscheidend, weil die NSDAP erst 1941 einen Träger der Gesetzlichen Krankenversicherung gründete. Vorher hatten sich die Arbeiter an Wohltätigkeitsorganisationen zu wenden, weil sich die Masse ansonsten keinen Arztbesuch leisten konnte.
Die Politische Organisation (PO) der NSDAP gliederte sich in Gaue, Kreise, Ortsgruppen, Zellen und in Blocks. Ein Block zählte als kleinste organisatorische Einheit zwischen 40 und 60 Haushalte.

## Mitglieder

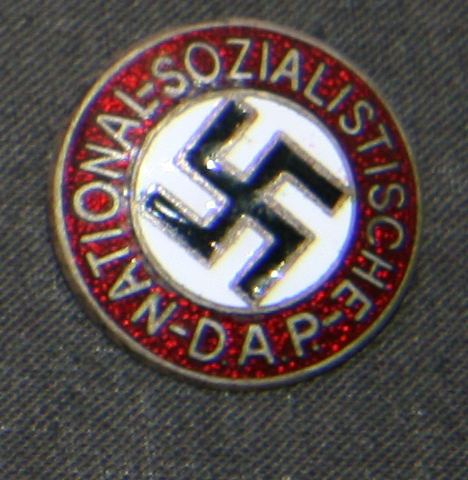
Parteiabzeichen

### Mitgliedszahlen und -kartei

Mitgliederzahl der NSDAP. Die Linien zwischen den Datenpunkten sind (insbesondere nach 1933) zur Lenkung des Auges gedacht und entsprechen nicht unbedingt dem tatsächlichen Verlauf der Mitgliedszahlen.

Angaben zur Entwicklung der Mitgliederzahl ab 1919:
| Datum             | Mitglieder |
| ----------------- | ---------- |
| Ende 1919         | 64         |
| Ende 1920         | 3000       |
| Ende 1921         | 6000       |
| 23. November 1923 | 55.787     |
| Ende 1925         | 27.117     |
| Ende 1926         | 49.523     |
| Ende 1927         | 72.590     |
| Ende 1928         | 108.717    |
| Ende 1929         | 176.426    |
| Ende 1930         | 389.000    |
| Ende 1931         | 806.294    |
| April 1932        | 1.000.000  |
| Ende 1932         | 1.200.000  |
| Ende 1933         | 3.900.000  |
| 1939              | 5.300.000  |
| Mai 1943          | 7.700.000  |
| 1945              | 8.500.000  |

Die NSDAP hatte zur Zeit der „Machtergreifung“ 849.009 Mitglieder (parteieigene Statistik). 1943 waren 11 % der Bevölkerung Parteimitglied. Anfangs (und immer wieder) wurde versucht, die „Märzgefallenen“ (Opportunisten, die sich nach der Machtergreifung, insbesondere nach dem Wahlsieg im März 1933 zur NSDAP bekannten) von der Partei fernzuhalten. Dazu wurde 1933 eine umfassende Aufnahmesperre verhängt. Der Bedarf an neuen Mitgliedern war aber stets so groß, dass solche Maßnahmen nicht lange durchgehalten wurden, zumal mit ihnen ja auch ein „Transmissionsriemen“ in die Gesellschaft aufgebaut wurde.
Es gab eine NSDAP-Zentralkartei („Reichskartei“, 50 Tonnen Karten) und eine „Gaukartei“. Michel Thomas, der als Mitglied des Counter Intelligence Corps der 45. Infanterie-Division an der Befreiung des Konzentrationslagers Dachau teilgenommen hatte, entdeckte am 20. Mai 1945 in der Papierfabrik Josef Wirth in Freimann bei München das Zentralarchiv der NSDAP mit über 10 Millionen Mitglieder-Karten, das dorthin geschafft worden war, um es einzustampfen. Hans Huber, der Geschäftsführer der Papiermühle, verzögerte jedoch die Vernichtung. Teile der Karteien wurden 1945 vernichtet; neunzig Prozent der Parteimitglieder blieben bekannt. Einige Monate nach Beginn der Besatzungszeit erkannte man den möglichen Nutzen der Karteien bei der Entnazifizierung; sie wurden in das Berlin Document Center gebracht. 1994 gingen die Karteikarten in den Bestand des Bundesarchivs über.
1989 gab das Berlin Document Center die höchste in seinem Karteibestand aufgefundene Mitgliedsnummer mit 10.174.581 an. Laut dem Bundesarchiv besteht die vollständig digitalisierte Form der NSDAP-Mitgliederkartei aus über 12,7 Millionen Digitalisaten.

### Zustimmung zur Mitgliedschaft

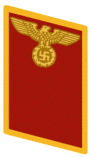
Anwärter Politischer Leiter (Parteimitglied)

Voraussetzung für die Mitgliedschaft in der NSDAP war ein eigenhändig unterschriebener Aufnahmeantrag. Für die Jahrgänge 1926 und 1927 legte der zuständige Reichsschatzmeister am 7. Januar 1944 eine Herabsetzung des Aufnahmealters von 18 auf 17 Jahre fest. Bedingung für den Parteibeitritt war eine mehrjährige Mitgliedschaft in der Hitlerjugend. Erhaltener interner Schriftverkehr der NSDAP belegt, dass auch im August 1944 nicht unterschriebene Aufnahmeanträge unbearbeitet zurückgegeben wurden. Bis zu zwei Jahre konnten zwischen Aufnahmeantrag und der Aushändigung der Mitgliedskarte beziehungsweise des Mitgliedsbuches vergehen; erst dadurch wurde die Mitgliedschaft rechtskräftig.
Für eine Reihe von Angehörigen der „Flakhelfergeneration“ wie den Komponisten Hans Werner Henze, den Kabarettisten Dieter Hildebrandt, die Politiker Hans-Dietrich Genscher, Erhard Eppler und Horst Ehmke sowie die Autoren Martin Walser und Siegfried Lenz liegen im Bundesarchiv NSDAP-Mitgliedskarten vor. Bis auf Eppler bestritten jedoch alle Betroffenen, wissentlich Mitglied der NSDAP gewesen zu sein.
Dazu bemerkte der Historiker Norbert Frei, er halte „unwissentliche Mitgliedschaften prinzipiell für möglich“. Der Freiburger Historiker Ulrich Herbert erklärte zu den Parteieintritten gegen Kriegsende: „Die Absicht, möglichst viele – oder alle – Angehörigen einer HJ-Einheit zum Eintritt in die NSDAP zu bewegen, ist deutlich erkennbar“. Es sei durchaus möglich, dass einzelne NS-Führer zum Beweis ihrer Tüchtigkeit hohe Eintrittszahlen auch ohne die entsprechenden Unterschriften melden wollten; etwa zu „Führers Geburtstag“. Allerdings gibt es für Parteiaufnahmen ohne Wissen der Betroffenen keine Belege, während die strenge Einhaltung der Aufnahmerichtlinien auch im Jahre 1944 durch Listen von Aufnahmescheinen gut dokumentiert ist. Demzufolge wurden auch bei Sammeleintritten etwa von Hitlerjungen nicht eigenhändig unterschriebene Aufnahmescheine durch den NS-Reichsschatzmeister zurück an die jeweilige Gauleitung geschickt; die Parteiaufnahme kam nicht zustande. So tauchen die Namen von Ehmke und Henze auf Sammellisten mit mehreren hundert Aufnahmeanträgen auf, von denen die nicht unterschriebenen Anträge unbearbeitet zurückgeschickt wurden (Ehmkes und Henzes Anträge wurden allerdings nicht beanstandet).
Der Historiker Michael Buddrus vom Institut für Zeitgeschichte kommt deshalb in einem Gutachten für Das Internationale Germanistenlexikon 1800–1950 zu dem Ergebnis, dass eine Aufnahme in die NSDAP ohne eigene Unterschrift unwahrscheinlich sei. Nach vorläufiger Einschätzung des Bundesarchivs sind die entsprechenden Parteivorschriften auch während des Krieges streng eingehalten worden. Buddrus sieht in den Behauptungen der automatischen Aufnahme in die NSDAP „Legenden, die ihren Ausgangspunkt in Entlastungsbemühungen der unmittelbaren Nachkriegszeit hatten und durch häufige Kolportage zu einem gern bemühten «Allgemeingut» avancierten, das mit der historischen Wirklichkeit allerdings nichts zu tun hat.“

### Wehrmachtssoldaten und -beamte
Soldaten durften sich nach § 26 des Wehrgesetzes von 1935 politisch nicht betätigen. Die Zugehörigkeit zur NSDAP oder zu einem der ihr angeschlossenen Verbände ruhte für die Dauer des aktiven Wehrdienstes. Seit einer Gesetzesänderung zum 1. Oktober 1944 blieb die Mitgliedschaft in der NSDAP, ihren Gliederungen und angeschlossenen Verbänden auch für die Dauer des aktiven Wehrdienstes in Kraft. Die Angehörigen der Wehrmacht hatten seitdem die Pflicht, dienstlich und außerdienstlich im Sinne nationalsozialistischer Weltanschauung zu wirken und sich jederzeit für sie einzusetzen. Es war eine der wesentlichsten Aufgaben aller Offiziere, Unteroffiziere und Wehrmachtbeamten, ihre Untergebenen nationalsozialistisch zu erziehen und zu führen.

### Benennungen
Ein Mitglied dieser Partei, oft auch für sie auftretende Anhänger, wurden und werden seitdem „Nationalsozialist“ oder kurz „Nazi“ bzw. „Parteigenosse“ oder kurz „Pg“ genannt. Die Partei selbst wurde in der Alltagssprache meist durch das Buchstabenkürzel NSDAP bezeichnet. Höhere Parteifunktionäre in öffentlichen Ämtern nannte man in Anlehnung an Begriffe aus dem Militär „Chargen“. Aufgrund der hellbraunen Parteiuniformen bürgerte sich im Volksmund auch die Bezeichnung „Goldfasan“ ein.

### Verantwortlichkeit im Sinne der Entnazifizierung
Das Gesetz zur Befreiung von Nationalsozialismus und Militarismus (Gesetz Nr. 104 zur Befreiung von Nationalsozialismus und Militarismus vom 5. März 1946) bildete „zur gerechten Beurteilung der Verantwortlichkeit und zur Heranziehung zu Sühnemaßnahmen“ verschiedene Personengruppen. Äußere Merkmale wie die Zugehörigkeit zur NSDAP, einer ihrer Gliederungen oder einer sonstigen Organisation waren nach diesem Gesetz für sich allein nicht entscheidend für den Grad der Verantwortlichkeit. Sie konnten zwar wichtige Beweise für die Gesamthaltung sein, aber durch Gegenbeweise ganz oder teilweise entkräftet werden. Umgekehrt war die Nichtzugehörigkeit für sich allein nicht entscheidend für den Ausschluss der Verantwortlichkeit (Art. 2 Abs. 2 Gesetz Nr. 104).
Anknüpfend an die Mitgliedschaft in der NSDAP  gehörte zu den Hauptschuldigen, „wer sich in einer führenden Stellung der NSDAP, einer ihrer Gliederungen oder eines angeschlossenen Verbandes oder einer anderen nationalsozialistischen oder militaristischen Organisation betätigt hatte“ (Art. 5 Nr. 4 Gesetz Nr. 104). Nach der Anlage zum Gesetz Nr. 104, beruhend auf den Richtlinien Nr. 24 des Kontrollrats, war dafür zumindest der Posten eines Amtsleiters bei der Kreisleitung erforderlich oder der Rang eines politischen Einsatzleiters. Darunter fielen auch alle Mitglieder der Ausbildungsstäbe der Ordensburgen, Schulungsburgen, Adolf-Hitler-Schulen und Nationalpolitischen Erziehungsanstalten sowie alle Mitglieder (bis zum 30. Januar 1933) der Reichstagsfraktion der NSDAP. Allgemein musste es sich um herausgehobene Posten mit der Befugnis zu leitenden Anordnungen handeln, z. B. Leiter eines großen staatlichen Betriebes oder Abteilungsleiter in einer Behörde.
Nutznießer war insbesondere, soweit er nicht Hauptschuldiger war, „wer nur auf Grund seiner Zugehörigkeit zur NSDAP in ein Amt oder eine Stellung berufen oder bevorzugt befördert wurde“, d. h. die für das Amt oder die Stellung erforderliche fachliche Qualifikation nicht besaß, sowie „wer als Anhänger des Nationalsozialismus durch Ausnützung persönlicher oder politischer Beziehungen oder durch Eintritt in die NSDAP es erreichte, sich dem Wehrdienst oder dem Frontdienst zu entziehen“ (Art. 9 Abs. 2 Nr. 1 und Nr. 6 Gesetz Nr. 104). 
Mitläufer war, „wer nicht mehr als nominell am Nationalsozialismus teilgenommen oder ihn nur unwesentlich unterstützt und sich auch nicht als Militarist erwiesen hat“, insbesondere „Mitglieder der NSDAP oder einer ihrer Gliederungen, ausgenommen HJ und BDM, die lediglich Mitgliedsbeiträge bezahlt, an Versammlungen, deren Besuch Zwang war, teilgenommen oder unbedeutende oder rein geschäftsmäßige Obliegenheiten wahrgenommen hatten, wie sie allen Mitgliedern vorgeschrieben waren,“ außerdem „Anwärter der NSDAP, die nicht endgültig als Mitglied aufgenommen worden waren“ (Art. 12 Abs. 2 Gesetz Nr. 104). Im Spruchkammerverfahren sollte stets geprüft und begründet werden, ob die betreffende Person wegen ihres Verhaltens und nach ihrer Persönlichkeit sich erst bewähren soll.
Entlastet war, „wer trotz seiner formellen Mitgliedschaft oder Anwartschaft oder eines anderen äußeren Umstandes, sich nicht nur passiv verhalten, sondern nach dem Maß seiner Kräfte aktiv Widerstand gegen die nationalsozialistische Gewaltherrschaft geleistet und dadurch Nachteile erlitten hatte“ (Art. 13 Gesetz Nr. 104). „Formell“ war eine Mitgliedschaft in der NSDAP ohne innere Überzeugung von der Ideologie des Nationalsozialismus. Für einen „aktiven Widerstand“ und einen „dadurch erlittenen Nachteil“ war eine bloß antifaschistische Gesinnung oder Meinungsäußerung nicht ausreichend. Erforderlich war vielmehr die aktive Beteiligung in einer Widerstandsgruppe gegen die nationalsozialistische Gewaltherrschaft oder Sabotagemaßnahmen von erheblicher Bedeutung, die etwa eine Verhaftung oder andere Konsequenzen von erheblichem Gewicht für das weitere persönliche Geschick nach sich zogen.